# Phalacrotophora gressitti
Phalacrotophora gressitti är en tvåvingeart som beskrevs av Rudolf Beyer 1966. Phalacrotophora gressitti ingår i släktet Phalacrotophora och familjen puckelflugor.
Artens utbredningsområde är Thailand. Inga underarter finns listade i Catalogue of Life.